# Regime patrimoniale coniugale
Il regime patrimoniale coniugale, nel diritto di famiglia è l’insieme delle norme del codice civile che disciplinano i criteri di distribuzione tra i coniugi della ricchezza acquisita durante il matrimonio.
Questi criteri sono fondamentalmente quattro: 
- comunione dei beni
  - comunione universale - riunisce in un unico patrimonio tutti i beni e tutti i redditi dei coniugi, eccetto i beni propri per legge; la comunione appartiene, indivisa, ad entrambi i coniugi; nessun coniuge può disporre della sua quota.
  - comunione d’acquisti - i beni comuni sono limitati agli acquisti, cioè i beni acquisiti da un coniuge a titolo oneroso durante il regime e i frutti dei beni propri.
- partecipazione agli acquisti - un regime misto; comprende gli acquisti e i beni propri di ogni coniuge; vivono in separazione dei beni durante il matrimonio e in comunione d’acquisti al momento dello scioglimento (morte, divorzio ecc.).
- separazione dei beni.

Il regime della comunione d’acquisti (chiamato semplicemente «comunione dei beni» nel diritto italiano) è il regime legale italiano, vale a dire che opera nel caso in cui non sia diversamente stabilito dagli sposi (tramite convenzione matrimoniale). Nel diritto svizzero è la partecipazione agli acquisti che è il regime legale. Le norme del regime patrimoniale coniugale sono quindi norme dispositive (derogabili).